# Rob Roberts (homme politique)
Pour les articles homonymes, voir Rob Roberts et Roberts.
Robert Joseph Roberts, né le 15 octobre 1979, est un homme politique du Parti conservateur gallois.
Il est député de Delyn dans le nord du Pays de Galles de 2019 à 2024. En 2020, Roberts aurait envoyé des SMS à caractère sexuel à un membre du personnel subalterne, ce qui lui a valu d'être renvoyé au Comité des plaintes et des normes de la Chambre des communes britannique. Roberts a également fait l'objet d'une enquête du Parti conservateur; en avril 2021, le Parti conservateur déclare que Roberts a été "fortement réprimandé" pour sa conduite, mais n'est pas exclu du groupe conservateur.

## Jeunesse et éducation
Roberts grandit à Northop Hall, un grand village près de la ville de Mold, Flintshire. Il fréquente l'école Ysgol Maes Garmon à Mold et parle couramment le gallois. Avant d'être élu au Parlement, Roberts est un planificateur financier, travaillant dans l'industrie depuis 2003.

## Carrière parlementaire
Roberts bat le député travailliste sortant David Hanson aux élections générales de 2019. Le le 2 mars 2020, Roberts est nommé membre du comité restreint des affaires galloises et du comité des procédures.

## Messages texte à caractère sexuel
Le 21 juillet 2020, BBC Wales publie des SMS attribués à Roberts et envoyés à une jeune femme membre du personnel parlementaire en avril 2020. Les messages texto adressés au membre du personnel suggéraient qu'elle "s'amusait sans aucune ficelle". Roberts s'est excusé pour son comportement et s'est excusé séparément d'avoir invité un membre du personnel parlementaire masculin à dîner, ce qui, selon lui, l'avait mis mal à l'aise.
Roberts est renvoyé au Comité des plaintes et des normes du Parlement en juin pour des allégations d'inconduite ayant entraîné le transfert d'un des stagiaires dans un autre ministère. En avril 2021, le Parti conservateur annoncé que Roberts avait été "fortement réprimandé", mais qu'il ne serait pas exclu du groupe. Roberts doit suivre une formation sur la sauvegarde et la protection des médias sociaux.

## Vie privée
Roberts annonce via un certain nombre de tweets en mai 2020 qu'il est gay,. Selon The Independent, il s'est séparé de sa femme Alexandra.